# Polo scientifico di Sesto Fiorentino
Il Polo scientifico di Sesto Fiorentino è un polo didattico afferente all'Università di Firenze.
È presente un blocco aule dove si tengono alcuni corsi di laurea della Scuola di Scienze Matematiche, Fisiche e Naturali.
Sono presenti:
- Dipartimento di chimica
- Dipartimento di fisica
- Dipartimento di ortoflorifrutticoltura
- CERM (Centro di risonanze magnetiche)
- Laboratorio europeo di spettroscopia non lineare